# Back to Basics: Live and Down Under
Back to Basics Live and Down Under é um DVD de Christina Aguilera com a gravação de sua então turnê Back to Basics Tour.

## Faixas
1. Back to Basics (Intro)
2. Ain't No Other Man
3. Back in the Day
4. Understand
5. Come On Over Baby (All I Want Is You) (Jazz Version)
6. Slow Down Baby
7. Still Dirrty/Can't Hold Us Down (Medley)
8. I Got Trouble(Interlude)
9. Makes Me Wanna Pray
10. What a Girl Wants (Reggae Mix)
11. Oh Mother
12. Enter the Circus/Welcome (Medley)
13. Dirrty (Circus Version)
14. Candyman
15. Nasty Naughty Boy
16. Hurt
17. Lady Marmalade
18. Thank You (Dedication to Fans…)
19. Beautiful
20. Fighter

### Conteúdo Especial
- - Entrevistas com (em ordem):
- Dançarinos
- Figurinista:Simone Harouche
- Cabeleireiro & Maquiador:Stephen Sollitto
- Músicos
- Backin' vocals
- Diretor Musical:Rob Lewis
- Jordan Bratman
- Christina Aguilera

## Listas
| Charts (2007)                        | Peak position |
| ------------------------------------ | ------------- |
| Australia (ARIA Charts)              | 2             |
| Austria (IFPI)                       | 6             |
| Belgium (Flanders Chart)             | 1             |
| Belgium (Wallonia Chart)             | 8             |
| Japan (Japanese DVD Chart)           | 76            |
| Netherlands (Dutch Music DVD Top 10) | 2             |
| New Zealand (RIANZ)                  | 7             |
| Sweden (Sverigetopplistan)           | 2             |
| Switzerland (Schweizer Hitparade)    | 4             |
| UK DVDs (Official Charts Company)    | 1             |
| US Billboard Top Music Videos        | 1             |

| Chart (2008)               | Position |
| -------------------------- | -------- |
| Australian Music DVD Chart | 32       |
| Dutch Music DVD Top 10     | 34       |